# María Dolores Marco
María Dolores Marco Seseras (Barcelona, 10 de setembre de 1935 - Madrid, 9 d'octubre de 2005) va ser la primera directora d'orquestra espanyola i l'única dona de l'època que es va dedicar en exclusiva a la direcció orquestral en la història de la Sarsuela. Va dirigir més de 160 obres entre òperes, operetes, sarsueles i comèdies musicals en més de 40 països. A més, va exercir com a pianista acompanyant a solistes, i com a mestra de cant i repertori.

## Trajectòria
El seu primer contacte amb música el va fer de la mà del seu pare, el tenor Mario Marco. El 1946, als onze anys, Marco va començar a estudiar solfeig, piano, harmonia, fuga, instrumentació i direcció d'orquestra amb el mestre català José Font Sabaté, que més tard es va convertir en el seu marit. El 1953, als 17 anys, va debutar en la direcció amb la sarsuela de Jacinto Guerrero "Els esparvers", a Ostalfrach a Barcelona.
El 1956, va realitzar una gira per tota Llatinoamèrica amb la companyia de Faustino García. Va ser la directora, al costat del director d'escena Ángel Fernández Montesinos, de la companyia lírica Isaac Albéniz, amb la qual va recórrer tot Espanya, dins del marc dels Festivals d'Espanya, promoguts pel llavors Ministeri d'Informació i Turisme.
Marco va debutar en el Teatre de la Zarzuela eL 1975 amb l'opereta "La vídua alegre", de Franz Lehár. Posteriorment, també va dirigir "Donya Francisquita", "<i id="mwKA">La rosa del safrà</i>" i "La cort del faraó". A més de la direcció de les orquestres de les Companyies Líriques de Francisco Bosch, María Francisca Caballer i Antonio Amengual, es va fer càrrec durant quatre temporades consecutives de les produccions de sarsuela dels “Amics de l'Opera” de Las Palmas de Gran Canaria.
El 1991, va participar en l'Antologia de la Sarsuela de la Companyia Lírica Amadeo Vives, del director i empresari teatral José Tamayo. Un any després, el maig de 1992, va estrenar a l'Exposició Universal de Sevilla l'Antologia de la Sarsuela Andalusa, amb les actuacions de Montserrat Caballé, Alfredo Kraus, Plácido Domingo, Pedro Lavirgen i José Carreras, entre d'altres.
A causa de la seva extensa trajectòria, va ser convidada a dirigir i impartir classes magistrals tant en diversos països de Llatinoamèrica com als Estats Units.
Va ser germana del també director d'orquestra Eugenio Mario Marco.

## Llegat i reconeixement
Els seus descendents han continuat treballant al món de la lírica. Les seves filles Amelia Font, com tiple còmica, Montserrat Font, com a directora d'orquestra, Graciela Moncloa, com a cantant en el cor del Teatre de la Zarzuela. I els seus fills, el tenor Lorenzo i, el baríton Marco Moncloa, com a cantants d'òpera i sarsuela. El 5 d'abril de 2006, alguns d'ells van crear la Companyia Lírica Mestra Dolores Marco, que porta el seu nom.
Com a professora, va donar formació a moltes persones vinculades amb el món de l'òpera i la sarsuela com la reconeguda soprano Milagros Martín.
El 2 de juny de 2010, l'Ajuntament de Madrid li va assignar un carrer en el districte de Hortaleza que va passar a denominar-se "Mestra Dolores Marco".